# 1970-71 ABAシーズン
1970-71 ABAシーズン（英語: 1970–71 ABA season）は、アメリカン・バスケットボール・アソシエーション (ABA) の4シーズン目である。
1969-70 ABAシーズン - 1970-71 ABAシーズン - 1971-72 ABAシーズン
前シーズンからの注目すべきフランチャイズの動きは以下の通りである。:
- ワシントン・キャップスはバージニア州ノーフォークに移転し、バージニアス・クワイヤーズとなり、インディアナ・ペイサーズとディビジョン間を交代した。
- マイアミ・フロリディアンズは、より地域密着型のフランチャイズとなり、単にフロリディアンズと改称した。
- ロサンゼルス・スターズはユタ州ソルトレイクシティに移転し、ユタ・スターズと改称した。
- ダラス・チャパラルズは地域フランチャイズとなり、テキサス・チャパラルズと改称された。
- ニューオーリンズ・バッカニアーズがテネシー州メンフィスに移転し、メンフィス・プロズとなった。

今シーズン、ゼルモ・ビーティとウィリー・ワイズ率いるユタ・スターズは、ABAファイナルでケンタッキー・カーネルズを4勝3敗で破り、優勝を成し遂げた。
バージニア・スクワイアーズはイースタン・ディビジョンを制覇した。

## イースタン・ディビジョン
| イースタン・ディビジョン     | 勝 | 負 | 勝利 | 差   |
| ---------------------------- | -- | -- | ---- | ---- |
| バージニア・スクワイアーズ * | 55 | 29 | .655 | -    |
| ケンタッキー・カーネルズ *   | 44 | 40 | .524 | 11.0 |
| ニューヨーク・ネッツ *       | 40 | 44 | .476 | 15.0 |
| フロリディアンズ *           | 37 | 47 | .440 | 18.0 |
| ピッツバーグ・コンドルズ     | 36 | 48 | .429 | 19.0 |
| カロライナ・クーガーズ       | 34 | 50 | .405 | 21.0 |

## ウェスタン・ディビジョン
| ウェスタン・ディビジョン   | 勝 | 負 | 勝利 | 差   |
| -------------------------- | -- | -- | ---- | ---- |
| インディアナ・ペイサーズ * | 58 | 26 | .690 | -    |
| ユタ・スターズ *           | 57 | 27 | .679 | 1.0  |
| メンフィス・プロズ *       | 41 | 43 | .488 | 17.0 |
| テキサス・チャパラルズ *   | 30 | 54 | .357 | 28.0 |
| デンバー・ロケッツ *       | 30 | 54 | .357 | 28.0 |

## 表彰
- ABA最優秀選手賞: メル・ダニエルズ, インディアナ・ペイサーズ (2回受賞)
- 新人王: チャーリー・スコット, バージニア・スクワイアーズ & ダン・イッセル, ケンタッキー・カーネルズ
- 最優秀コーチ賞: アル・ビアンキ, バージニア・スクワイアーズ
- プレーオフMVP: ゼルモ・ビーティ, ユタ・スターズ
- オールスターゲームMVP: メル・ダニエルズ, インディアナ・ペイサーズ
- オールABAファーストチーム
  - ロジャー・ブラウン, インディアナ・ペイサーズ (ファーストチームは初選出, 合計3回目)
  - リック・バリー, ニューヨーク・ネッツ (3回目)
  - メル・ダニエルズ, インディアナ・ペイサーズ (3回目)
  - マック・カルヴィン, フロリディアンズ
  - チャーリー・スコット, バージニア・スクワイアーズ
- オールABAセカンドチーム
  - ジョン・ブリスカー, ピッツバーグ・パイパーズ
  - ジョー・コールドウェル, カロライナ・クーガーズ
  - ゼルモ・ビーティ, ユタ・スターズ (アイセルと同率)
  - ダン・イッセル, ケンタッキー・カーネルズ (ビーティと同率)
  - ドニー・フリーマン, テキサス・チャパラルズ (3回目)
  - ラリー・キャノン, デンバー・ロケッツ
- オールABAルーキーチーム
  - ジョー・ハミルトン, テキサス・チャパラルズ
  - ダン・イッセル, ケンタッキー・カーネルズ
  - ウェンデル・ラドナー, メンフィス・プロズ
  - サミュエル・ロビンソン, フロリディアンズ
  - チャーリー・スコット, バージニア・スクワイアーズ